# 第125独立領土防衛旅団 (ウクライナ陸軍)
第125独立領土防衛旅団（だい125どくりつりょうどぼうえいりょだん、ウクライナ語: 125-та окрема бригада територіальної оборони）は、ウクライナ陸軍の旅団。西部作戦管区隷下。

## 概要

### ロシアのウクライナ侵攻
2022年3月22日、ロシアのウクライナ侵攻の影響に伴い、リヴィウ州リヴィウで創設され、6月からロシアと国境を接する北東部ハルキウ州に配備された。

#### 東部・北ドネツク戦線
2022年10月、東部ドネツィク州クラマトルシク地区に再配置され、リマン方面で攻勢を開始し、リマン、北東部ハルキウ州の大部分を解放した。

#### 東部・バフムート戦線
2023年1月、激戦地の東部ドネツィク州バフムート地区に再配置され、バフムート市を防御した。

#### 東部・スヴァトヴェ-クレミンナ戦線
2023年3月、東部ルハーンシク州セヴェロドネツィク地区に再配置され、12月までクレミンナ方面を防御した。
2024年2月、ウクライナ領土防衛隊からウクライナ陸軍に編入した。

#### 北東部・ハルキウ戦線
2024年5月、2個大隊がロシアと国境を接する北東部ハルキウ州ハルキウ地区に再配置され、第23独立機械化旅団隷下の第415独立小銃大隊、第120独立領土防衛旅団隷下の第172独立領土防衛大隊と共にハルキウ北の第1防衛線を防御した。
兵力は第125旅団の2個大隊が定員充足率6割、直前までバフムートに配置されていた第415大隊が損害で定員充足率5割、第172大隊が定員充足率7割だったが、実戦経験皆無で何れも重火器を持たない軽歩兵部隊だった。第2防衛線のリプツィには第42独立機械化旅団が配置されていた。
第1防衛線は草が生い茂り、塹壕がコンクリートブロックで強化されておらず、逆に崩れて脆弱だったため、ロシア軍の攻勢初日に突破され、左翼の第415大隊が3km、右翼の第172大隊が4.5km後退し、両翼が押し上げられた。2日目に第42旅団の火力支援を得たが、左翼がさらに3km押し上げられ、包囲の危機に直面して早期撤退した。
第42旅団の救援とウクライナ軍増援で戦線は安定したが、「陣地放棄、兵員・装備の喪失」から適切な指揮がされなかったとして、アルトゥール・ホルベンコ旅団長がウクライナ国家捜査局（SBI）の捜査を受け、指揮権をはく奪されて辞任した。
2025年7月、重機械化に伴い第125独立重機械化旅団に改名された。

## 編制
- 旅団司令部（リヴィウ）
- 第215独立領土防衛大隊
- 第216独立領土防衛大隊
- 第217独立領土防衛大隊
- 第218独立領土防衛大隊
- 第219独立領土防衛大隊

- 火力支援中隊
- 迫撃砲中隊
- 対破壊工作中隊
- 戦闘・後方支援隊
- 衛生隊
- 無人機中隊